# Ouganda aux Jeux olympiques d'été de 1984
L'Ouganda participe aux Jeux olympiques d'été de 1984 à Los Angeles aux États-Unis du 28 juillet au 12 août 1984. Il s'agit de sa 7e participation à des Jeux olympiques d'été.

## Participants
26 sportifs dont 24 hommes et 2 femmes sont répartis dans trois sports : l'athlétisme, la boxe, le cyclisme, l'haltérophilie et la natation.